# Nikolay Nikolov (athlétisme)

Nikolay Nikolov, né le 15 octobre 1964 à Beloslav, est un athlète bulgare, sauteur à la perche.

## Biographie
Il est le troisième meilleur sauteur de son pays après Spas Bukhalov et Atanas Tarev.
Médaillé d'argent aux Championnats d'Europe d'athlétisme en salle 1988 derrière le soviétique Rodion Gataullin.

### Palmarès
| Date | Compétition                                 | Lieu   | Résultat | Performance |
| ---- | ------------------------------------------- | ------ | -------- | ----------- |
| 1988 | Championnats d'Europe d'athlétisme en salle | Prague | 2e       | 5,70 m      |

### Records
| Épreuve          | Performance | Lieu  | Date |
| ---------------- | ----------- | ----- | ---- |
| Saut à la perche | 5,72 m      | Sofia | 1991 |